# كهف كولنا
كهف كولنا هو كهف يقع على بعد 35 كم (22 ميل) شمال برنو في جمهورية التشيك. إنه جزء من كارست مورافيا [الإنجليزية]. تعد زيارة كهف كولنا جزءًا من الزيارة السياحية لكهوف سلوبسكو-سوسسكي.

## وصلات خارجية
- Sloupsko–Šošůvské Caves Official Website